# Église Notre-Dame de Stockel
 (juillet 2017).
Si vous disposez d'ouvrages ou d'articles de référence ou si vous connaissez des sites web de qualité traitant du thème abordé ici, merci de compléter l'article en donnant les références utiles à sa vérifiabilité et en les liant à la section « Notes et références ».
L'église Notre-Dame de Stockel (en néerlandais : Onze-Lieve-Vrouw-van-Stokkelkerk) est un édifice religieux catholique se trouvant à Stockel, un quartier de la commune de Woluwe-Saint-Pierre à Bruxelles. Inaugurée en 1962, l’église actuelle, construite de verre et de béton, remplace une autre datant du XVIIe siècle. L’église est une paroisse catholique.

## Histoire
La plus ancienne mention du hameau de ‘Stocla’ se trouve dans un document de 1154 répertoriant la liste des domaines relevant de l’abbaye de Parc (à Heverlee). Au XVe siècle Stockel est une petite seigneurie qui passe entre les mains de différentes familles. 
Une chapelle Notre-Dame y existe au début du XIVe siècle. On y invoque la Vierge Marie pour la guérison des hernies. Les pères Carmes en assurent les services liturgiques à partir de 1706. Malgré l’opposition de la paroisse de Saint-Pierre (à Wolume) la chapelle est agrandie (1778) et confiée aux chanoines prémontrés; le desservant réside sur place. 
La réorganisation administrative des structures ecclésiastiques imposée par le concordat de 1801 maintient la dépendance de la chapelle de Stockel vis-à-vis de la paroisse Saint-Pierre de Woluwe. Tout au long du XIXe siècle les fidèles de Stockel, devenu un gros village, demandent que la chapelle soit érigée en paroisse. Ils obtiennent gain de cause en 1863. Le premier curé de Stockel, François Blockmans, est installé le 23 juin 1863. Un presbytère est construit en 1868. 
La ville de Bruxelles s’élargissant rapidement au XXe siècle, Stockel se développe et en devient un faubourg. L’église est trop petite pour accueillir le nombre croissant de paroissiens. En 1956 il est décidé de raser l’ancienne église et d’en construire une nouvelle. Ce sera l’église résolument moderne de Notre-Dame de Stockel dont la première pierre est posée en septembre 1962. Les architectes en sont Aerts et Ramon.

## Description
L'église est bâtie sur un plan carré et occupe la partie haute du terrain. Elle peut contenir jusqu'à 750 personnes. La chapelle de semaine et les autres locaux paroissiaux se trouvent plus bas au niveau de la rue Vandermaelen. Un large parvis précédé d’une volée d’escaliers conduit vers l’église. Le tout donne une belle perspective à partir de la rue de l’église.
Les matériaux choisis sont le béton pour l’ossature de 20 colonnes, le bois pour certains murs et des châssis métalliques pour les larges vitrages. Le dallage est en pierre bleue.
La façade est totalement vitrée et laisse apercevoir l’intérieur. Les façades latérales, bien que fermées aux trois-quarts sont également vitrées sur toute leur hauteur, ce qui assure un éclairage naturel permanent du sanctuaire et espace intérieur de l’église. 

## Patrimoine
- Notre-Dame de Stockel : une statue polychrome de la Vierge Marie datant du XIVe siècle.
- D'autres statues sont également intéressantes telles le Saint-Antoine (ermite) en bois sculpté, du XVIe siècle, et un Saint-Jean l'Évangéliste du XVe siècle. Dans la chapelle de semaine est vénérée une Notre-Dame des Douleurs en albâtre, du XVIe siècle.